# Zyginopsis urakensis
Zyginopsis urakensis är en insektsart som först beskrevs av Samad och M. Firoz Ahmed 1979.  Zyginopsis urakensis ingår i släktet Zyginopsis och familjen dvärgstritar.
Artens utbredningsområde är Pakistan. Inga underarter finns listade i Catalogue of Life.